# Kung fu

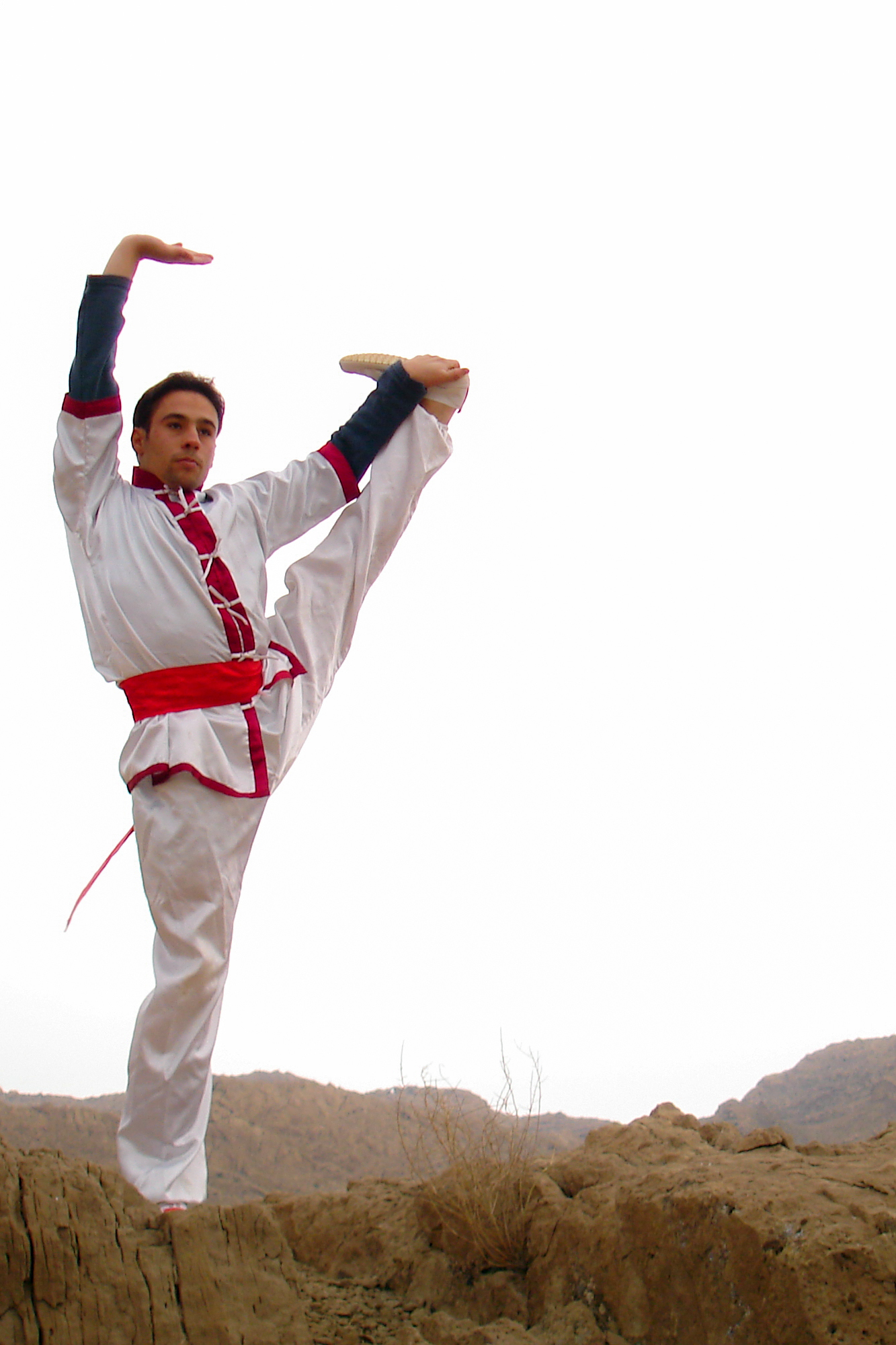
Một người đang tập Kung fu

Kung fu hay gongfu hoặc theo âm Hán Việt công phu, thuần Việt võ công (chữ Hán: 功夫, bính âm: gōng fu, Việt bính: gung1 fu1, Hán Việt: công phu) là một thuật từ tiếng Hoa thường được người nói tiếng Anh sử dụng để chỉ chung võ thuật Trung Hoa. 
Tuy nhiên nghĩa gốc của thuật từ này thì hơi khác một chút. Nó ám chỉ chuyên môn trong bất cứ tài năng nào của một người hay một cái gì đó đạt được nhờ rèn luyện hay làm việc siêng năng nhưng không nhất thiết là tài năng đạt được từ võ thuật (ví dụ như chúng ta nói "kì quan này được xây dựng công phu" hay "phải công phu lắm tôi mới nấu được món ăn ngon này"). Thuật từ văn hóa tiếng Hoa dùng để chỉ "Võ thuật Trung Hoa" là 中國武術 hay Trung Quốc võ thuật.
Nghĩa gốc của thuật từ công phu có thể là chỉ bất cứ tài năng nào. Công phu (功夫) là một danh từ gồm hai chữ: chữ 功 (công) trong "thành công", và chữ 夫 (phu) có nghĩa là "người" (nghĩa sát hơn là "người chồng", như "phu thê", "hòn vọng phu", vì thời xưa nam giới là lao động duy nhất trong nhà), như vậy theo thì từ "công phu" có thể hiểu theo nghĩa là "thành công của con người". Nghĩa rộng của nó có thể được hiểu đây là thành tựu đạt được nhờ nỗ lực lớn. Theo Hòa thượng Thiếu Lâm tự Shi Yan Ming, công phu cũng còn có nghĩa là "từ sáng sớm đến chiều tối mài sắc lưỡi kiếm".
Ban đầu, nói đến tập luyện "công phu" thì không phải để ám chỉ tập luyện võ thuật Trung Hoa mà thôi. Thay vì thế, nó ám chỉ một tiến trình rèn luyện của một người - rèn luyện sức mạnh thân thể và trí tuệ, học tập và hoàn hảo năng khiếu của mình - hơn là ám chỉ đến những gì mình đang luyện tập. Nó ám chỉ đến sự xuất chúng mà đạt được qua luyện tập lâu dài trong bất cứ thử thách nào. Bạn có thể nói công phu của một người nào đó rất giỏi trong nấu ăn hay người kia có công phu viết chữ đẹp. Khi nói một người có công phu trong một lĩnh vực nào đó thì có nghĩa là đang ám chỉ đến tài năng của người đó trong lĩnh vực đó mà người đó đã làm việc gắng sức mình để phát triển. Một người nào đó có "công phu tồi" vì có thể họ đã không dành nhiều thời giờ và cố gắng để rèn luyện hay họ thiếu động cơ cố gắng để rèn luyện.
Thuật từ Kung fu không thông dụng để chỉ "Võ thuật Trung Hoa" cho đến thế kỷ 20 vì thế khó tìm ra bất cứ tài liệu xưa nào dùng thuật từ này để chỉ Võ thuật Trung Hoa. Thuật từ này không thông dụng trong tiếng Anh cho đến cuối thập niên 1960 khi nó trở nên phổ biến nhờ vào phim võ thuật Hồng Kông, Lý Tiểu Long, và sau đó là loạt phim truyền hình Kung Fu.